# Tennesseellum
Tennesseellum là một chi nhện trong họ Linyphiidae.